# Cristian Mungiu
Cristian Mungiu [kristian mundžu] (* 27. duben 1968, Jasy) je rumunský filmový režisér, řazený k tzv. Rumunské nové vlně.

## Život
Vystudoval anglickou literaturu na Univerzitě v Iaşi (dnes Universitatea Alexandru Ioan Cuza). Poté pracoval jako učitel a novinář. Pak se však přihlásil na filmovou školu v Bukurešti, kde vystudoval režii. Absolvoval roku 1998. Už jeho první film Occident z roku 2002 vzbudil ohlas, avšak zásadní průlom znamenal zejména druhý snímek 4 měsíce, 3 týdny a 2 dny (4 luni, 3 săptămâni și 2 zile) z roku 2007. Film se odehrává roku 1987, na sklonku Ceaușescovy éry a pojednává o mladé ženě, která se rozhodne pro potrat. Snímek vyhrál hlavní cenu, Zlatou palmu, na festivalu v Cannes a Cristian Mungiu se tak stal prvním rumunským režisérem, který toto ocenění získal. Film uspěl i při udílení Evropské filmové ceny. Mungiu získal cenu za nejlepší režii. Jeho další film, povídkový Amintiri din epoca de aur (2009), mapoval městské legendy z Ceaușescovy éry. V dalším filmu z roku 2012 opustil téma komunistického Rumunska a natočil příběh dvou dívek, jež vstoupí do pravoslavného kláštera - După dealuri. Film získal cenu za nejlepší scénář na festivalu v Cannes a herečky Cristina Fluturová a Cosmina Stratanová si odnesly cenu pro nejlepší herečku. O rok později byl Mungiu v Cannes členem hlavní poroty.
Za své vzory Mungiu označuje raného Miloše Formana, Roberta Altmana či Vittoria De Sicu.